# Karl Hermann Pahncke
Karl Hermann Pahncke, auch Carl Pahncke (* 27. Oktober 1850 in Serams auf Rügen; † 19. Januar 1912) war ein deutscher evangelischer Geistlicher und Autor.

## Leben
Pahncke studierte von 1874 bis 1877 Evangelische Theologie an den Universitäten Berlin und Halle/Saale. Er wirkte als Pfarrer in Zöschen bei Merseburg, Darmstadt und ab 1892 an der Kreuzkirche in Bonn. 1900 wurde er zum Professor und geistlichen Inspektor der königlichen Landesschule Pforta berufen.
Er war verheiratet mit Helene, geb. Beyschlag, einer Tochter von Willibald Beyschlag. Robert Pahncke war ein Sohn des Paares.

## Schriften
- (Hrsg.): Eduard Riehm: Alttestamentliche Theologie. Halle: Strien 1889
- Das christliche Persönlichkeitsideal des Jacobus: Versuch einer Nachzeichng in Predigten. Halle a. S.: E. Strien 1893
- Endliches und Ewiges: Ein Festtagsgruss in Predigten an die Bonner evangelische Gemeinde zum Tage der 25-jährigen Wiederkehr der Einweihung ihrer 'neuen' Kirche am 18. Dez. 1896. Bonn: H. Behrendt 1896
- Die Liebe zum Herrn als Grunderfordernis der christlichen Frömmigkeit: Allerlei Fragen und Antworten für unser Geschlecht an der Hand der Heilandsreden Luc. 9, 46-62. Bonn 1897
- Die Liebe höret nimmer auf': Abschiedspredigt. Bonn: H. Behrend [1900]
- Idealisten und Idealismus des Christentums: Allerlei aus vergangenen Tagen für die Zeit von heute. Tübingen: J. C. B. Mohr 1904
- Willibald Beyschlag: ein Gedenkblatt zur 5-jährigen Wiederkehr seines Todestages (am 25. November 1900); auf Grund von Tagebüchern, Briefen und eigenen Erinnerungen. Tübingen: Mohr 1905
- Pförtner Schulpredigten. 1905